# 裝置管理員
设备管理器是一個內置於Microsoft Windows操作系统的MMC元件。它允許使用者檢視以及設定連接到電腦的硬體裝置等（包括鍵盤、鼠标、顯示卡、顯示器等），並將它們排列成一個列表。該列表可以依照各種方式排列（如名稱、類別等）。當任何一個裝置無法使用時，设备管理器中就會顯示提示给使用者查看。
在這個程序中，使用者可以針對各種裝置：
- 安裝或更新其驅動程式
- 啟用或停用裝置
- 檢視其它的裝置属性

## 裝置管理員

### Windows95／98／Me
1. 按「開始」中的「控制面板」
2. 「系統」，並移至「裝置管理員」標籤

### Windows2000／XP
1. 在「我的電腦」上按右鍵，並选择
2. 中的「裝置管理員」

### WindowsVista／7／8
1. 在上按右鍵，並选择
2. 左側的「裝置管理員」

### Windows8.1／10／11
1. 在任务栏上的「開始」上按右鍵
2. 「裝置管理員」

## 替代的命令行工具
裝置管理員提供了在图形用户界面中管理电脑硬件裝置的方法，然而在有些场合中需要通过脚本化方法管理硬件，微软为此提供了一个专用的命令行工具——DevCon（尽管还有其他可在脚本中控制硬件的方法如 Windows管理规范，不过使用这个工具可能是其中最简单的且可在批处理中调用）。通过这个工具可以安装、启用、禁用、重新启动、更新、删除和查询单个裝置或一组裝置。此外，它还提供与驅動程式开发人员有关、但无法在裝置管理員中看到的信息。例如：
```
devcon.exe disable "USB\ROOT_HUB&VID10DE&PID00E7&REV00A1"

```

这里会禁用硬件 ID 为“USB\ROOT_HUB&VID10DE&PID00E7&REV00A1”的裝置。